# Horstsee (Stade)
Der Horstsee ist eine ehemalige Lehmkuhle am Rande der Hohentorsvorstadt von Stade in Niedersachsen.

## Beschreibung
Das Volumen des Sees entspricht ungefähr der Gesamtwassermenge der Oberschwinge. Die durchschnittliche Tiefe im westlichen Teil beträgt 4 bis 5 Meter. Im östlichen Teil ist der See bis zu 9 Meter tief. Die Oberfläche beträgt ca. 3,75 Hektar. Um den See führt ein 640 Meter langer hügeliger Wanderweg. An der Futterstelle für Enten war bis 2010 der gemauerte Durchgang zur früher bestehenden Ziegelei auf dem Baugebiet Am Horstsee zu sehen. Im Zuge der Sanierung der Horststraße wurde der Zugang zugeschüttet.

## Entstehung
1854 wurde eine Ziegelei zwischen der Schwinge und der Horst durch den Kaufmann Johann Hinrich Elfers und den Schmied Johann Mars Peter Kübler gegründet. Ein inzwischen zugeschütteter Verbindungskanal zur Schwinge ermöglichte den Abtransport der Ziegel über die Schwinge. Der rote Ton zum Brennen der Ziegel wurde aus einer riesigen Kuhle auf der Horst entnommen, die mit der Ziegelei durch einen Tunnel unter der Horststraße verbunden war. 1872 wurde die Actien-Ziegelei Horst errichtet, die 1873 bereits 4,68 Millionen Steine produzierte und 100 Lipper Arbeiter beschäftigte. 1893 wurde das Unternehmen von der Brunsbütteler Land- und Ziegelei Gesellschaft in Hamburg übernommen. Bis 1905 wurde der Betrieb erweitert, danach geriet die Ziegelei immer mehr in Schwierigkeiten. 1911 wurden nur noch 22 Arbeiter beschäftigt.
Das Ende der Ziegelei kam, als 1921 eine Wasserader in der Lehmkuhle angestochen wurde. Innerhalb einer Nacht wurde die Lehmkuhle überflutet, so dass weder die Loren noch die dazugehörigen Schienen geborgen werden konnten. Die Ziegelei stellte daraufhin im selben Jahr ihren Betrieb ein.
Nach dem Abriss der Ziegelei übernahm 1922 der Sportverein VfL Stade das Gelände und errichtete dort einen Sportplatz.
Heute befindet sich dort das neue Baugebiet Am Horstsee.